# Sciaphila
Sciaphila Blume – rodzaj wieloletnich, myko-heterotroficznych roślin bezzieleniowych z rodziny tryurydowatych, obejmujący 36 gatunków, występujących w Ameryce (od południowo-wschodniego Meksyku do Peru i Brazylii), zachodniej i środkowo-zachodniej Afryce, we wschodniej Azji, Azji Południowo-Wschodniej i na wyspach zachodniego Pacyfiku. Rośliny te zasiedlają gęste i wilgotne lasy, wyrastając u podstawy dużych drzew, w warstwie opadłych liści. Dwa gatunki: S. purpurea i S. arfakiana zasiedlają kopce termitów.
Nazwa naukowa rodzaju pochodzi od greckich słów σκιά (skia – cień) i φίλος (filos – przyjaciel).

## Morfologia
PokrójŚredniej wielkości rośliny bezzieleniowe.
ŁodygaKrótkie podziemne kłącze. Pęd naziemny z kilkoma zredukowanymi, łuskowatymi liśćmi.
KwiatyRośliny jednopienne. Kwiaty zebrane w grono. Kwiaty jednopłciowe lub obupłciowe. Okwiat pojedynczy, zbudowany z 4–10 (zwykle 6) listków. Listki równej lub różnej wielkości, po wewnętrznej stronie brodawkowate, niekiedy zakończone pęczkiem włosków lub kulistym wyrostkiem. Kwiaty męskie z 2, 3 lub 6 trzy- lub czterosporangiowymi główkami pręcików, siedzącymi lub osadzonymi na krótkich nitkach, często zrośniętych u nasady. Kwiaty żeńskie z licznymi, nagimi owocolistkami.
OwoceMieszki.

## Systematyka
Pozycja systematyczna według Angiosperm Phylogeny Website (aktualizowany system APG IV z 2016)Należy do rodziny tryurydowatych (Triuridaceae), w rzędzie pandanowców (Pandanales)  zaliczanych do jednoliściennych (monocots).
Gatunki
| - Sciaphila africana A.Chev. - Sciaphila albescens Benth. - Sciaphila aneitensis Hemsl. - Sciaphila arcuata Aver. - Sciaphila arfakiana Becc. - Sciaphila consimilis Blume - Sciaphila corallophyton K.Schum. & Schltr. - Sciaphila corniculata Becc. - Sciaphila corymbosa Benth. - Sciaphila densiflora Schltr. - Sciaphila janthina (Champ.) Thwaites - Sciaphila japonica Makino - Sciaphila khasiana Benth. & Hook.f. - Sciaphila ledermannii Engl. - Sciaphila maculata Miers - Sciaphila micranthera Giesen - Sciaphila multiflora Giesen - Sciaphila nana Blume | - Sciaphila okabeana Tuyama - Sciaphila oligantha Maas - Sciaphila papillosa Becc. - Sciaphila picta Miers - Sciaphila polygyna Maas - Sciaphila purpurea Benth. - Sciaphila quadribullifera J.J.Sm. - Sciaphila ramosa Fukuy. & T.Suzuki - Sciaphila rubra Maas - Sciaphila schwackeana Johow - Sciaphila secundiflora Thwaites ex Benth. - Sciaphila stellata Aver. - Sciaphila takakumensis Ohwi - Sciaphila tenella Blume - Sciaphila thaidanica K.Larsen - Sciaphila tosaensis Makino - Sciaphila wariana (Schltr.) Meerend. - Sciaphila winkleri Schltr. |